# A szent család vagy a kritikai kritika kritikája

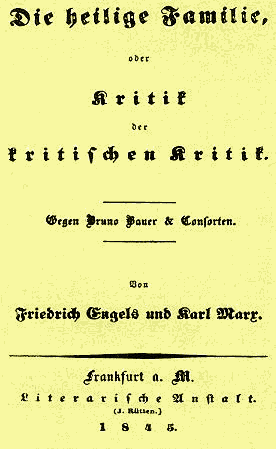
A szent család első kiadásának címlapja

A szent család vagy a kritikai kritika kritikája – Bruno Bauer és társai ellen (Die heilige Familie, oder Kritik der kritischen Kritik. Gegen Bruno Bauer & Consorten)  vagy gyakran csak A szent család című szatirikus írásmű Karl Marx és Friedrich Engels első közös munkája, melynek megírását szerzőik 1844 augusztus–szeptemberi párizsi találkozásukkor határozták el. Eredetileg csak A kritikai kritika kritikája címet szánták az írásnak, a végleges címet a kiadó javaslatára kapta. Az előszót együtt fogalmazták még Engels párizsi tartózkodása alatt, s Engels a 26 oldalnyi saját penzumát szintén pappírra vetette. Marx csak novemberre készült el a részével, mert szokásos rendkívüli alaposságához híven minden témát részletesen taglalt, s így a mű terjedelme 335 oldal lett. Marx döntésében az is szerepet játszhatott, hogy ekkora terjedelem esetén már nem kellett előzetes cenzúrának alávetni az írásművet. A könyv 1845 februárjában jelent meg, német nyelven, Frankfurt am Mainban. A mű gazdag tárházát nyújtja Marx és Engels stilisztikai bravúrjainak, az irónia, a szarkazmus illetve az objektív, tudományos stílus és a váltakozásának és a dialektika alkalmazásának.

## A könyv főbb gondolatai
A szerzők célja az volt, hogy megsemmisítő bírálatnak vessék alá a Bruno Bauer kiadásában megjelenő Allgemeine Literaturzeitung című havi folyóiratot. Marx és Bauer, a két egykori jóbarát ellentétes utat járt be, Marx túllépett az ifjúhegeliánus filozófián, eljutott a materialista filozófiához és a kommunizmus eszméjéhez, míg Bruno Bauer Georg Georg Wilhelm Friedrich Hegel „továbbfejlesztésével”, az ún. „kritikai kritikával” a szubjektív idealizmus szószólójává, politikailag pedig a „tömeg” (munkásosztály) lenézésével, megvetésével a legreakciósabb irányzatok kiszolgálójává vált, amit álforradalmi frázisokkal leplezett.

### Engels kritikája
Cornu a következőképpen interpretálja Engels idealizmuskritikáját: „A »kritikai kritika«, írta Engels, bár mennydörög az idealizmus ellen, és azzal kérkedik, hogy Hegel elvont filozófiáját olyan filozófiával cserélte fel, amely, úgymond, magába foglalja »az emberi viszonyok valóságos gazdagságát«, »a történelem roppant tartalmát«, a valóságban minden realitást elvont kategóriákká változtat, s ennek következtében csak karikatúrája a történelemnek, sőt magának Hegelnek is, aki, ha misztifikált formában is, a történelem valóságos tartalmát fejtette ki.” Ezzel szemben Feuerbach volt az, aki valódi kritikát gyakorolt az idealizmus felett. Feuerbach filozófiájának rendkívüli hatása Engelsre és Marxra ebben az időszakban még javában tartott, amit Marx később önironikusan Feuerbach-kultusznak nevezett. A kritikai kritika a hegeli filozófia kategóriáinak sokféleségét két kategóriára redukálta, a „szellemre” és a „tömegre”. Az egész történelmet ennek a két kategóriának a harcára egyszerűsítette le, melyben a mozgatóerő a szellem, a tömeg pedig az észszerűtlen, a rút oldal, mely gátolja a szellem fejlődését. Ez pedig lehetőséget ad számára, hogy a történelem menetét önkényesen határozza meg. A történelem kvázi megszemélyesített, absztrakt kategóriája ellen Engels a következőképpen érvel:

„A történelem semmit sem tesz, »nincs roppant gazdagsága«, »nem vív harcokat«! Ellenkezőleg, az ember, a valóságos, eleven ember az, aki mindenben tesz, rendelkezik és harcol; nem a »történelem« az, amely az embert eszközül használja fel a maga – mintha a történelem valamilyen különálló személy volna – céljainak keresztülvitelére, hanem a történelem nem egyéb, mint a maga céljait követő ember tevékenysége.”

– Friedrich Engels,  

### A spekulatív filozófia és a kritikai kritika általános kritikája
Engels tömör idealizmuskritikáját Marx részletesen kifejtette. Cornu így foglalja össze Marx gondolatait a spekulatív filozófiáról: „A spekulatív filozófia, írja, különösen Hegelé, a konkrét valóságot az eszme attributumává, a szellemet a világ lényegévé és a történelmet a szellem fejlődésévé teszi. A világnak ez a spiritualizálása »A szellem fenomenológiájá«-ban mutatkozik meg a legtökéletesebben. Itt Hegel az ember helyére az öntudatot, a természet helyére az embernek a természetről való tudatát, s az ember és a természet fejlődése helyére a szellem fejlődését állítja. Ily módon a világ fogalmak együttesévé változik, amelyek dialektikusan fejlődnek. Ennek következtében az ember és a természet egész története a tudásra redukálódik. A spekulatív filozófia által elméletben kiküszöbölt, valójában azonban létező konkrét realitás – annak következtében, hogy inadekvát a szellemmmel és akadályozza annak fejlődését – olyan elemmé változik, amelyet fel kell számolni. Ezt Hegel meg is teszi, éppen azzal, hogy spiritualizálja.” Majd a továbbiakban a következőképpen folytatja Marx interpretálását: „Ily módon a spekulatív filozófus, miután elvont szubsztanciára, fogalomra redukálta a különböző tárgyakat, újjáteremti őket úgy, hogy e fogalom megnyilvánulásaira változtatja. Ezzel a konkrét tárgyak elvesztik sajátos jellegüket, nincs többé valóságos létezésük, és illuzórikus létezőkké, a fogalom puszta megnyilvánulásaivá válnak. Lényegi mivoltuk nem természetes mivoltuk, s egyetlen igazolásuk az, hogy ennek a fogalomnak a megvalósulásai, fejlődési fokai.” A spekulatív filozófia fő jellemzője ezen újjáteremtési aktus: az abszolút szubjektumnak tekintett szellem autonóm tevékenysége.
A kritikai kritika még tovább fokozta a hegeli filozófia spekulatív jellegét, mivel az abszolút szellemet az öntudattal cserélte fel, mely nem a világgal való elválaszthatatlan egységben, hanem azzal ellentétben fejlődik. Ez az öntudat a világ totalitását elvont kategóriákká alakítja át, s mint különös, létének nem megfelelő önmeghatározásokat felszámolja. „A kritikai kritika a történelmet is az egyetemes öntudat fejlődésére redukálja. Ami pedig az öntudatnak a szubsztanciához való viszonyát illeti, minthogy a szubsztanciát is elvontan, az öntudat különös meghatározásainak összességeként fogják fel, a kritikai kritikában a történelem is még nagyobb mértékben tisztán szellemi mozgássá válik, mint amennyire Hegelnél volt.” A továbbiakban Cornu magyarázatában feltárulnak a kritikai kritika történetfilozófiai jellegzetességei: „Az egyetemes öntudat és a szubsztancia ellentétére redukált történeti fejlődés végül tulajdonképpen az egyetemes öntudat és a »tömeg« ellentéteként jelenik meg. A tömeg a szellem számára áthatolhatatlan anyagi elemet jelképezi. Minden emberi kapcsolat, minden gazdasági, politikai és társadalmi viszony egyetlen alapvető viszonylatra redukálódik: az egyetemes öntudatot megtestesítő kritikai kritika abszolút bölcsessége áll szemben a »tömeg« abszolút, semmivel össze nem mérhető, menthetetlen ostobaságával. Bauer erre a viszonylatra vezeti vissza az egész emberi történelmet.”

### A francia forradalom
Bauernek az 1789-es francia forradalmat érintő kritikája alkalmat nyújtott Marxnak, hogy ellenkritikájában a kialakulóban lévő materialista történelemfelfogásának néhány elemét kifejtse. Bauer idealista felfogásában az eszmék alakítják a történelmi valóságot. Marx csattanós a válasza erre a következő:

„Eszmék sohasem vihetnek túl egy régi világállapoton, hanem mindig csak a régi világállapot eszméin. Eszmék egyáltalában semmit sem vihetnek ki. Az eszmék kiviteléhez emberek kellenek, akik gyakorlati erőszakot alkalmaznak. […] a francia forradalom olyan eszméket hívott életre, amelyek túlvisznek az egész régi világállapot eszméin. A forradalmi mozgalom, amely 1789-ben a Cercle social-ban kezdődött, amelynek pályája közepén Leclerc és Roux voltak fő képviselői, s amely végül Babeuf összeesküvésével egy pillanatra vereséget szenvedett, hívta életre a kommunista eszmét, amelyet Babeuf barátja, Buonarroti az 1830-as forradalom után ismét meghonosított Franciaországban. Ez az eszme, következetesen kidolgozva, az új világállapot eszméje.”

– Karl Marx,  

Bauer úgy tekint a polgári társadalom önző egyéneire mint atomokra, melyeket a polgári államnak kell összetartania. Marx újra az anyagi valóságból meríti érveit:

„Tehát a természeti szükségszerűség, az ember lényegi tulajdonságai – bármily elidegenülten jelennek is meg –, az érdek, ezek tartják össze a polgári társadalom tagjait, reális kötelékük a polgári, nem pedig a politikai élet. Tehát nem az állam tartja össze a polgári társadalom atomjait, hanem az, hogy ezek csupán az elképzelésben, képzelődésük mennyországában atomok – a valóságban azonban az atomoktól erősen különböző lények, tudniillik nem isteni önzők, hanem önző emberek. Csak a politikai babona képzeli még manapság is, hogy a polgári életet az államnak kell összetartania, holott a valóságban megfordítva, a polgári élet tartja össze az államot.”

– Karl Marx,  

Bauer szerint Robespierre és Saint-Just bukásával elveszett, Napóleon diktatúrájának martalékává vált a „politikai felvilágosodás és mozgalom”, a forradalom alapja és célja. „Szó sincs róla, feleli Marx, a bukás leglényegesebb következménye a polgári társadalom diadala, volt: e társadalom, megszabadulván a hűbériség béklyóitól és a terror elnyomásától, a direktóriummal felvette azt az államformát, amely megfelelt gazdasági és társadalmi szükségleteinek, s amelynek keretei között minden tekintetben ki tudott bontakozni.” Marx szavaival:

„Robespierre bukása után kezd csak a politikai felvilágosodás, amely azelőtt túl akart tenni önmagán, amely túláradó volt, prózai módon megvalósulni. A direktórium kormányzata alatt a polgári társadalom az élet hatalmas áramlásával tör elő – maga a forradalom megszabadította a feudális kötelékektől és hivatalosan elismerte, bármennyire is fel akarta áldozni a terrorizmus egy antik-politikai életnek. Kereskedelmi vállalkozások Sturm und Drangja, meggazdagodási vágy, az új polgári életnek a mámora, amelynek első magát-élvezése még hetyke, könnyelmű, frivol, részegítő; valóságos felvilágosodása a francia földnek, melynek feudális tagolódását a forradalom pörölye szétzúzta, s melyet most a sok új tulajdonos első láza mindenoldalú művelés alá fog; a szabaddá vált ipar első megmozdulásai – íme az újonnan keletkezett polgári társadalom néhány életjele. A polgári társadalmat pozitíve a burzsoázia képviseli. A burzsoázia tehát megkezdi uralmát. Az emberi jogok többé nem csupán az elméletben léteznek.”

– Karl Marx,  

Marx azt még hozzáteszi, hogy bár a forradalmi mozgalom egyáltalán nem, de a liberális burzsoázia valóban „Napóleon martalékává vált”. Napóleon ugyanakkor átlátta a modern állam lényegét, hogy ez az állam a polgári társadalom akadálytalan fejlődésén, a magánérdekek szabad kifejeződésén alapul, elismerte és védelmezte ezt az alapot. De mindemellett az államot még öncélnak tekintette, a polgári életet pedig alárendeltjének, amelynek nem lehet saját akarata. Fejtegetései zárásaként kiderül, hogy Marx a francia forradalmat egy tágabb, egységes történelmi folyamatként értelmezi, amely még nem fejeződött be.

„A francia forradalom élettörténete, amely 1789-cel kezdődik, 1830-cal, amikor egyik mozzanata, most már a maga szociális jelentőségének tudatával gazdagodva, győzedelmeskedett, még nem fejeződött be.”

– Karl Marx,  

### A materializmus és szocializmus
Bauer materializmuskritikájára reagálva Marx áttekinti a materializmus történetét és harcát a metafizika ellen Spinozától egészen a 19. századig. Megállapítja, hogy a szocializmus és kommunizmus elmélete a materialista filozófiából alakult ki, különösen a francia materializmusból.

„Fourier közvetlenül a francia materialisták tanításából indul ki. A babouvisták nyers, civilizálatlan materialisták voltak, de a fejlett kommunizmus is közvetlenül a francia materializmustól származik. Ez utóbbi ugyanis abban az alakban, amelyet Helvétius adott neki, visszavándorol szülőföldjére, Angliába. Bentham Helvétius moráljára alapozza rendszerét a jól felfogott érdekről, amiként Owen Bentham rendszeréből kiindulva alapozza meg az angol kommunizmust. A francia Cabet angliai száműzetésében indíttatást kap az ottani kommunista eszméktől, és Franciaországba visszatérve a kommunizmus legnépszerűbb, bár legsekélyesebb képviselőjévé válik. A tudományosabb francia kommunisták, Dézamy, Gay stb. a materializmus tanítását, akárcsak Owen, a reális humanizmus tanításaként és a kommunizmus logikai bázisaként fejtik ki.”

– Karl Marx,  

### Proudhon
Marx védelmébe veszi Pierre-Joseph Proudhont Bauer és a kritikai kritikusok bírálatával szemben, s méltatja Mi a tulajdon? (Qu’est-ce que la propriété?) című munkáját.

„Proudhon művén tehát tudományosan a nemzetgazdaságtan kritikája útján haladhatunk túl, beleértve a proudhoni felfogásban megjelenő nemzetgazdaságtannak a kritikáját is. […] A nemzetgazdaságtan minden fejtegetésének a magántulajdon az előfeltétele. Ezt az alapvető előfeltételt a nemetgazdaságtan megdönthetetlen ténynek tekinti, amelyet nem vet alá további vizsgálatnak,[…] Mármost Proudhon a nemzetgazdaságtan bázisát, a magántulajdont, kritikai vizsgálatnak, mégpedig az első határozott, kíméletlen és egyszersmind tudományos vizsgálatnak veti alá. Ez az a nagy tudományos haladás, amelyet Proudhon tett, olyan haladás, amely forradalmasítja a nemzetgazdaságtant és első ízben teszi lehetővé a nemzetgazdaságtannak valódi tudományát. Proudhon írásának, a »Qu’est-ce que la propriété?«-nek ugyanaz a jelentősége a modern nemzetgazdaságtan számára, mint Sieyès írásának, a »Qu’est-ce que le Tiers-État?«-nak a modern politika számára.”

– Karl Marx,  

Proudhon magántulajdont megkérdőjelező kritikája abból indul ki, hogy a magántulajdon, a tőke mozgása nyomort, szegénységet teremt, ami ellentétes az egyenlőség elvével, – mely szerinte az emberi lényeget képviseli – tehát igazságtalan, ezért meg kell szüntetni. Az egyenlőség a francia szocialista gondolatkör egyik alapelve, Marx ezért rövid filozófiai defínícióját adja.

„Az egyenlőség az embernek önmagáról való tudata a gyakorlat elemében, vagyis az ember tudata a másik emberről mint vele egyenlőről és az ember viszonyulása a másik emberhez mint vele egyenlőhöz. Az egyenlőség a francia kifejezés az emberi lényeg egységére, az emberi nem tudatára és viszonyulására, az embernek az emberrel való gyakorlati azonosságára, vagyis az embernek az emberrel való társadalmi illetve emberi kapcsolatára.”

– Karl Marx,  

Marx a magántulajdon megszüntetésében – a szocialista írókkal együtt –, a proletariátusnak világtörténelmi szerepet tulajdonít, s ezt mint objektív, determinisztikus folyamatot ábrázolja, melyben történelmi szükségszerűségek láncolata működik.

„A magántulajdon persze nemzetgazdasági mozgásában önmagát űzi saját megoldása felé, de csak egy tőle független, öntudatlan, akarata ellenére végbemenő, a dolog természete által megszabott fejlődés révén, csak azáltal, hogy létrehozza a proletariátust mint proletariátust, a szellemi és testi nyomorának tudatában levő nyomort, az elembertelenedésének tudatában levő és ezért önmagát megszüntető elembertelenedést. A proletariátus hajtja végre azt az ítéletet, amelyet a magántulajdon mond önmagáról azzal, hogy létrehozza a proletariátust, mint ahogy ő hajtja végre azt az ítéletet, amelyet a bérmunka mond önmagáról azzal, hogy létrehozza az idegen gazdagságot és a saját nyomort. Ha a proletariátus győz, ezzel korántsem lett a társadalom abszolút oldalává, mert csak azáltal győz, hogy megszünteti önmagát és az ellenkezőjét. Akkor pedig eltűnt mind a proletariátus, mind pedig feltételező ellentéte, a magántulajdon.
Ha a szocialista írók ilyen világtörténelmi szerepet tulajdonítanak a prolatariátusnak, ezt semmiképpen sem azért teszik, mert – ahogy a kritikai kritika el akarja hitetni – a proletárokat isteneknek tartják. Éppen fordítva. Mivel a kialakult proletariátusban gyakorlatilag kiteljesedett a minden emberiességtől, még az emberiesség látszatától való elvonatkoztatás is, mivel a proletariátus életfeltételeiben a legembertelenebbé kicsúcsosodott formájukban összpontosultak a mai társadalom összes életfeltételei, mivel az ember a proletariátusban elvesztette önmagát, de egyúttal nemcsak hogy megnyerte e veszteség elméleti tudatát, hanem a többé el nem hárítható, többé nem szépíthető, abszolúte parancsoló szükség – a szükségszerűség gyakorlati kifejezése – közvetlenül fellázadásra is kényszeríti ez ellen az embertelenség ellen, ezért lehet és kell, hogy a proletariátus felszabadítsa önmagát. De nem szabadíthatja fel önmagát anélkül, hogy meg ne szüntetné saját életfeltételeit. Nem szüntetheti meg saját életfeltételeit anélkül, hogy meg ne szüntetné a mai társadalom összes embertelen életfeltételeit, amelyek az ő helyzetében összpontosulnak. A proletariátus nem hiába megy át a munka kemény, de megacélozó iskoláján. Nem arról van szó, hogy egyik vagy másik proletár, vagy akár az egész proletariátus időlegesen mit képzel el céljának. Arról van szó, hogy mi a proletariátus, és hogy e létének megfelelően történelmileg mit lesz kénytelen tenni. Célja és történelmi cselekvése saját élethelyzetében csakúgy mint a mai polgári társadalom egész szervezetében érzékletesen és megmásíthatatlanul ki van jelölve.”

– Karl Marx,  

### A zsidókérdés
Bauer két hosszú cikket írt a zsidók emancipációjával kapcsolatban, melyet Marx megbírált a Deutsch–Französische Jahrbücherben megjelent A zsidókérdéshez (Zur Judenfrage) című cikkében. Bauer következő írásaiban kitartott álláspontja mellett. Marx ezért „A szent család”-ban jobban kidolgozza cáfolatát. Bauer szemléletére két dolog nyomja rá a bélyegét, egyfelől idealista módon, másfelől teológiai módon tekint a kérdésre. Szerinte az egyetemes öntudat által vívott valláskritikai küzdelem az egyedüli módja az emancipációnak. A porosz államra és a politikai emancipációra is valláskritikai nézőpontból tekint, így csak a teljesen vallástalanított államban tartja elképzelhetőnek a zsidók egyenjogúsítását. Mivel a porosz állam keresztény állam – Poroszországban ekkor még nem történt meg az állam és egyház szétválasztása –, szerinte illúzió azt hinni, hogy ez az állam emancipálhatja őket. Marx rámutat Bauer szabadságfogalmának elvont természetére, mely idealizmusának megfelelően, lényegileg szellemi felszabadulást jelent. Marx szerint az emancipáció a valóságban a szellemi aktuson túl konkrét, anyagi feltételek teljesülését igényli. Mint kifejti, a kiteljesedett modern államban, melyben az állam és egyház szétválasztása megvalósul, a vallás pusztán magánügy többé, lehetséges és reális a zsidók politikai emancipációja, s ennek egyáltalán nem feltétele az, hogy a zsidók lemondjanak vallásukról. Marx ugyanakkor megállapítja, hogy ez a politikai emancipáció nem azonos az emberi emancipációval, mely csak a magántulajdon teljes megszüntetésével érhető el.

### A„Párizs rejtelmei”
Eugène Sue Párizs rejtelmei (Les Mystères de Paris) című regénye először 1842 júniusa és 1843 októbere között látott napvilágot tárcasorozat formájában, folytatásokban, s rendkívüli népszerűségre tett szert. Számos nyelvre lefordították, különösen Németországban aratott hatalmas sikert, ahol több fordítása és utánzata is megjelent. Sue szimpatizált ugyan a szocialista nézetekkel, de könyve aligha nevezhető valóban szocialistának. Szeliga, Bauer eszmetársa az Allgemeine Literaturzeitung hasábjain hosszú, méltató ismertetést írt róla, amivel a regény megítélése a szellemi küzdelmek részévé vált. Marx mint nagy regényolvasó kissé túllőtt a célon, amikor oly rendkívüli aprólékossággal szedte ízekre a Párizs rejtelmei-t és a recenziót, hogy A szent család legnagyobb terjedelmű részét hozta létre, még legelnézőbb kritikusai szerint is aránytalan fontosságot tulajdonított ezzel a regénynek és Szeliga írásának. Marx bírálata megsemmisítő volt, egy helyütt a szocialista irodalom legszánalmasabb hulladékának nevezte a művet. Leleplezte ürességét, közhelyes, hazug szentimentalizmusát, humanitárius mezbe bújtatott burzsoá morálját, s bebizonyította, hogy a könyvben bemutatott társadalmi reformtervek – szegénybank, mintagazdaság –, csupán szemfényvesztések, s a regény valójában a fennálló társadalmi rend apológiáját nyújtja. „Az öröklés és a magántulajdon sérthetetlen és megszentelt, s kell is hogy az legyen.” – gúnyolódott Marx.

## A könyv fogadtatása
Engels 1845 március 17-én, Marxhoz írott levelében igen dicsérőleg írt a műről – amihez Marx hozzájárulása sokkal nagyobb volt az övénél – , bár a téma specialitása miatt nem volt túl bizakodó a lehetséges sikerességét illetően:

„A »Kritikai kritika« – azt hiszem megírtam már neked, hogy megérkezett – egészen remek. Pompásak a fejtegetéseid a zsidókérdésről, a materializmus történetéről és a »Mystères«-ről, s kitűnő hatásuk lesz. Mindamellett a dolog túl terjedelmes. Az a szuverén megvetés, amellyel mi ketten a »Literaturzeitung« ellen fellépünk, erős ellentétben áll azzal a 22 ívvel, amelyet ráfordítunk. Ráadásul a spekuláció és egyáltalában az elvont lényeg kritikájának zömét a közönség szélesebb rétegei nem fogják megérteni, és ez sokakat nem is érdekel. Különben az egész könyv pompásan van megírva és az ember halálra nevetheti magát rajta.”

– Friedrich Engels,  

Löwenthal, a mű kiadója hasonlóan vélekedett. A szent család valóban mérsékelt sikert ért el. Bár megjelent róla egy elismerő recenzió a „Das Westphälishe Dampfboot”-ban, de Marx és Engels középszerűnek és zavarosnak ítélte azt. Bauer egy erőtlen cikkel reagált, melyben azt hajtogatta, hogy Marx és Engels nem értik a gondolatait. Marx válasza bekerült A német ideológia Bauerről szóló részébe.

## Külső hivatkozások
- Karl Marx – Friedrich Engels: Die heilige Familie oder Kritik der kritischen Kritik (német nyelven). mlwerke.de. (Hozzáférés: 2018. május 30.)